# Edmilson Mota
Edmilson Fernandes Mota, simplesmente chamado de Edmilson Mota (Patos, 11 de janeiro de 1943 - João Pessoa, 26 de janeiro de 2014), foi um médico e político brasileiro. 

## Biografia
Nascido em Patos em 13 de janeiro de 1943, filho de Miguel Fernandes Mota (Miguel Mota) e Josefa Silva Mota (Zefinha Mota), casou-se com Mércia Rodrigues Mota. É médico, formado pela Faculdade de Medicina do Recife, com especialização em ginecologia e obstetrícia. Exerceu suas funções na Maternidade Peregrino Filho e no Hospital Regional de Patos, bem como no seu consultório particular. Faleceu, decorrente de complicações relativas a um câncer, em 26 de janeiro de 2014, em João Pessoa, onde residia, tendo sido sepultado no Cemitério Parque das Acácias, naquela capital. É irmão do ex-deputado federal Edivaldo Motta e pai do Dr. Walber Rodrigues Mota (bacharel em Direito e Procurador Geral da Prefeitura Municipal de Patos).

### Vida pública
Foi prefeito de Patos eleito em 15 de novembro de 1976, tendo como vice-prefeito Gabriel Luiz Gomes (Gabi), que juntos obtiveram 9.435 votos, contra 8.623 de Olavo Nóbrega que tinha como vice-prefeito, Darcílio Wanderley da Nóbrega. Ele governou o município de 1977 até 1983.
Sua gestão como prefeito foi marcada pelos seguintes feitos: pavimentação de 28 ruas e outros trechos urbanos, totalizando 310.000 m²; construção oito áreas de lazer, em vários bairros; modernização os canteiros do Centro e atenção especial à limpeza pública e construção de galerias; construção o Centro Integrado (Praça da Pelota); construção de lavanderia e clube de diversão no Bairro do Morro. A obra de maior destaque em seu governo foi o Mercado Modelo e a reforma do Estádio Municipal. Na época de sua administração, Patos teve que se manter com a renda própria, por causa do isolamento que lhe fora concedido pelo governo estadual de oposição.
Disputou novamente o cargo de prefeito, em 15 de novembro de 1986, mas foi derrotado por Geralda Medeiros, que obteve 12.450 votos (51,53%), contra seus 10.353 votos (42,85%), obtidos juntamente com seu vice, Adão Eulâmpio da Silva.